# Дивизионный комиссар
Дивизио́нный комисса́р — в ВС СССР специальное звание для высшего военно-политического состава Красной Армии и Флота в 1935-1942 гг. Введено постановлениями ЦИК И СНК СССР от 22 сентября 1935 г. одновременно с другими персональными воинскими званиями. Соответствовало воинскому званию комдив в армии и флагман 2-го ранга на флоте.
Знаки различия дивизионного комиссара в армии: два ромба в петлицах без эмблемы рода войск (до 30 июля 1940 года, и с эмблемой рода войск после 30 июля 1940 года), и общая для политработников всех званий красная звезда с серпом и молотом, нашитая на обоих рукавах выше обшлага. На флоте дивизионный комиссар носил нарукавную нашивку в виде шевронов одного широкого и одного узкого золотистого цвета с красным просветом между ними и красной звездой с серпом и молотом над ними (1 августа 1941 г. ношение таких нашивок было отменено).
Предшествующее звание — бригадный комиссар, следующее звание — корпусной комиссар.
Решением ГКО от 9 октября 1942 г. институт военных комиссаров был ликвидирован, и все комиссары получили армейские и флотские звания на ступень ниже.
| младшее звание: Бригадный комиссар | Дивизионный комиссар | старшее звание: Корпусной комиссар |

Эквивалентные чины
| Род войск                                       | Соответствующее звание/должность |
| В командном составе                             | В командном составе |
| ----------------------------------------------- | --- |
| Общевойсковое звание                            | Комдив (до 7 мая 1940 года) Генерал-майор (с 7 мая 1940 года) |
| Народный комиссариат внутренних дел СССР        | Старший майор государственной безопасности, введённое постановлением ЦИК и СНК СССР от 7 октября 1935 года и по 6 июля 1945 года (военнослужащие пограничных и внутренних войск НКВД имели воинские звания, принятые в РККА) |
| Военно-Морской Флот СССР                        | Флагман 2-го ранга (до 7 мая 1940 года) Контр-адмирал (с 7 мая 1940 года) |
| В начальствующем составе                        | |
| в сухопутных и военно-воздушных силах           | Дивинженер |
| в военно-морских силах                          | Инженер-флагман 2-го ранга |
| в военно-хозяйственном составе всех родов войск | Дивинтендант |
| в военно-юридическом составе всех родов войск   | Диввоенюрист |
| в военно-медицинском составе всех родов войск   | Дивврач |
| в военно-ветеринарном составе всех родов войск  | Дивветврач |